# إم. رحمت
إم. رحمت هو لاعب كرة قدم إندونيسي في مركز الهجوم، ولد في 28 مايو 1988 في Takalar Regency ‏ في إندونيسيا. شارك مع منتخب إندونيسيا لكرة القدم. أما مع النوادي، فقد لعب مع PSM Makassar ‏.